# 11 -elevens-
11 -elevens-  é o 23º álbum de estúdio de Masami Okui. Foi lançado em 13 de março de 2021 pela Lantis e possui 11 faixas.

## Produção
A ideia do álbum era tratar de dualidades, como luz e trevas; yin-yang, o bem e o mal, etc. Os dois números 1 do título foram escolhidos para representar essa ideia.
Okui contou com composições de seus colegas de JAM Project, cada um compôs uma música. O guitarrista Jun, das bandas Phantasmagoria e Gotcharocka também contribuiu com uma canção.
Um videoclipe para a música "Denshi to Akuma" foi produzido.

## Recepção
O álbum ficou duas semanas no Oricon Albums Chart, chegando à 143ª posição.

## Legado
A faixa "Blood Blade -Hikari no Yami no Kanata ni-" foi usada na franquia Langrisser: No jogo de Nintendo 3DS Langrisser Re:Incarnation -Tensei- e no comercial do jogo de celular Langrisser Mobile.

## Faixas
| N.º            | Título                                                                              | Letras         | Música                  | Arranjo          | Duração |  |
| 1.             | "Private Heroine -OTAKATSUDAYS-"                                                    | M. Okui        | M. Okui                 | Naoyuki Osada    | 4:39    |  |
| 2.             | "Civil war -1vs1-"                                                                  | M. Okui        | Jun (da Phantasmagoria) | Jun              | 4:38    |  |
| 3.             | "Blood Blade -Hikari to Yami no Kanata ni-" (de Langrisser Re:Incarnation -Tensei-) | M. Okui        | M. Okui                 | Jun Yamazaki     | 4:28    |  |
| 4.             | "Denshi to Akuma"                                                                   | M. Okui        | M. Okui                 | N. Osada         | 4:33    |  |
| 5.             | "Kotonoha"                                                                          | M. Okui        | M. Okui                 | Hijiri Anze      | 6:35    |  |
| 6.             | "21 Seiki Survivor"                                                                 | M. Okui        | Hironobu Kageyama       | N. Osada         | 3:54    |  |
| 7.             | "JUDGEMENT"                                                                         | M. Okui        | Hiroshi Kitadani        | Katsuhiko Kurosu | 4:22    |  |
| 8.             | "Cosmos"                                                                            | M. Okui        | M. Okui                 | K. Kurosu        | 7:56    |  |
| 9.             | "Sylphide"                                                                          | M. Okui        | Yoshiki Fukuyama        | N. Osada         | 5:53    |  |
| 10.            | "Beautiful Life"                                                                    | M. Okui        | M. Okui                 | Sumimasa Morita  | 5:46    |  |
| 11.            | "Te wo Tsunaide"                                                                    | M. Okui        | M. Okui                 | K. Kurosu        | 5:00    |  |
| Duração total: | Duração total:                                                                      | Duração total: | Duração total:          | Duração total:   | 57:44   |  |